# Bill Wright (Filmeditor)
Bill Wright (* 20. Jahrhundert; † 6. Januar 2009) war ein britischer Filmeditor, der vornehmlich Produktionen der BBC geschnitten hat. 

## Leben
Bill Wright verdiente sich seine Sporen zwischen 1971 und 1994 fast ausnahmslos als Editor für die British Broadcasting Corporation. Seine Arbeit für die BBC begann mit der Dokumentarreihe All in a Day im Jahre 1971. Es folgten in den 1970er Jahren dann überwiegend Aufträge für Fernseh- und Dokumentarserien wie The Family, Kizzy, Omnibus, The Phoenix and the Carpet, Kilvert's Diary, Going Straight, Blue Peter Special Assignment oder Penmarric.
Der Regisseur Basil Coleman verpflichtete Wright 1977 für die britische 10-teilige Fernsehminiserie Anna Karenina nach dem Roman von Leo Tolstoi mit Nicola Pagett und Eric Porter. Ein Jahr später engagierte ihn die Regisseurin Dorothea Brooking für ihre Fantasy-Miniserie Der Mondschimmel über die Legende von König Artus mit James Greene, Sarah Sutton, Caroline Goodall und David Haig in den Hauptrollen.
1981 betreute Bill Wright eine Episode von The Chinese Detective mit David Yip als Detective Sergeant John Ho. 1986 bearbeitete er für Regisseur Jon Amiel drei Folgen der britisch-australischen Co-Produktion von Der singende Detektiv mit Michael Gambon, Patrick Malahide und Joanne Whalley als Serienbesetzung. Dafür gab es eine Auszeichnung von der Vereinigung The Guild of British Film and Television Editors. Weitere Arbeiten in den 1980er Jahren folgten für die Fernsehserien Screen Two und Screenplay. 
1991 holte ihn der Regisseur Robert Bierman als Editor für seine Historienserie Clarissa in sein Team. Drei Jahre später arbeitete Wright erneut für Robert Bierman für dessen Thriller Tödliche Gedanken.
1996 arbeitete Bill Wright für die Produktionsfirma Zenith Entertainment bei deren Actionserie Bodyguards erstmals außerhalb der BBC.
Die fruchtbare Zusammenarbeit mit dem Regisseur Bierman gipfelte in der gemeinsamen Arbeit für die Verfilmung des George-Orwell-Romans Keep the Aspidistra Flying, der 1997 in den deutschen Kinos unter dem Titel Liebe, Kunst und Zimmerpflanzen lief. Die Protagonisten in dem Liebesdrama waren Richard E. Grant und Helena Bonham Carter. Danach beendete Wright seine Tätigkeit beim Film.
Bill Wright verstarb im Jahre 2009.

## Auszeichnungen
- 1986: GBFTE Award für Best Television Film Editing für Bill Wright und Sue Wyatt für die Serie Der singende Detektiv

## Filmografie (Auswahl)

### Kino
- 1997: Liebe, Kunst und Zimmerpflanzen (Keep the Aspidistra Flying)

### Fernsehen
- 1971: All in a Day (Fernsehserie)
- 1974: The Family (Fernsehserie)
- 1976: Kizzy (6 Folgen)
- 1976: Omnibus (1 Folge)
- 1977: An Evening with Gene Kelly (TV-Dokumentarfilm)
- 1977: The Phoenix and the Carpet (1 Folge)
- 1977: Anna Karenina (Fernsehminiserie)
- 1977–1978: Kilvert's Diary (5 Folgen)
- 1978: Der Mondschimmel (The Moon Stallion) (Fernsehminiserie)
- 1978: Going Straight (6 Folgen)
- 1979: Blue Peter Special Assignment (1 Folge)
- 1979: Penmarric (8 Folgen)
- 1981: The Chinese Detective (1 Folge)
- 1986: Der singende Detektiv (The Singing Detective) (3 Folgen)
- 1986–1994: Screen Two (4 Folgen)
- 1987–1989: Screenplay (Fernsehserie) (2 Folgen)
- 1991: Clarissa (Fernsehserie)
- 1994: Tödliche Gedanken (Murder in Mind) (Fernsehfilm)
- 1996: Bodyguards (Fernsehserie)